# Gold Run - L'oro di Hitler
Gold Run - L'oro di Hitler (Gulltransporten) è un film del 2022 diretto da Hallvard Bræin.
Il film si basa sulla storia del trasferimento delle riserve auree norvegesi durante la seconda guerra mondiale che la banca centrale Norges Bank intraprese per trasportare l'oro da Oslo a nord tramite camion e treni, dopo che le truppe tedesche invasero la Norvegia nell'aprile del 1940.

## Trama
Norvegia durante la seconda guerra mondiale, il segretario Fredrik Haslund, lo scrittore Nordahl Grieg di Bergen e 30 soldati vengono incaricati di una missione segreta per salvare l'oro norvegese.

## Produzione
Le riprese del film sono state effettuate in Norvegia.

## Distribuzione
Il lungometraggio è stato distribuito nei paesi scandinavi sulla piattaforma Viaplay dal 15 dicembre 2022. Nell'agosto del 2025 viene trasmesso in prima visione in Italia su Rete 4.